# Kolosalni red
V klasični arhitekturi je kolosalni red (imenovan tudi orjaški red) klasični red, pri katerem stebri ali pilastri potekajo čez dve ali več nadstropij. Istočasno se manjši red lahko pojavi v arkadi ali oknih in vratih v nadstropjih, ki so v območju kolosalnega reda. 
Ena od prvih uporab te funkcije je bila na baziliki Sant'Andrea v Mantovi, ki jo je zasnoval Leon Battista Alberti, italijanski renesančni humanist, arhitekt, kriptograf in filozof in je bila zgrajena leta 1472. Iz Rafaelovih risb za svojo palačo v Rimu se kaže, da so imele vse fasade pilastre v kolosalnem redu, ki je segal vsaj dve nadstropji do polne višine piano nobile (grandiozna funkcija brez primere v oblikovanju zasebne palače). Verjetno je to naredil dve leti pred smrtjo leta 1520, saj gradnje ni začel.  To obliko je razvil šele Michelangelo na palači na Kapitolskem griču v Rimu (1564-1568), kjer je uporabljena kombinacija kolosalnih pilastrov v korintskem redu z majhnimi  jonskimi stebri, ki uokvirjajo okna v zgornjem nadstropju in odprto ložo spodaj. 
Kolosalni red je postal glavna značilnost kasnejšega 16. stoletja v manieristični in baročni arhitekturi. Njegovo uporabo je Andrea Palladio utemeljil v sedemnajstem stoletju v gibanje, znano kot neopaladijevska arhitektura.
Sledila je Beaux-Arts arhitektura ali neoklasicistična arhitektura v letih 1880-1920, kot je primer zgradba James Farley Post Office (ali  James A. Farley Building) v New Yorku, ki ima največje korintsko stebrišče v kolosalnem redu na svetu.